# 제1차 하시모토 내각
제1차 하시모토 내각(일본어: 第1次橋本内閣)은 무라야마 내각의 통상산업대신 하시모토 류타로가 제82대 내각총리대신으로 임명되어, 1996년 1월 11일부터 1996년 11월 7일까지 존재한 일본의 내각이다.
자유민주당, 일본사회당(연정 출범 직후, 사회민주당으로 당명 변경), 신당 사키가케의 3당의 연립 내각(일명 자사연정)이다.

## 국무대신
- 내각총리대신 － 하시모토 류타로(자유민주당)
- 국무대신(부총리) 겸 대장대신 － 구보 와타루(일본사회당)
- 법무대신 － 나가오 리쓰코(민간 임명)
- 외무대신 － 이케다 유키히코(자유민주당)
- 문부대신 － 오쿠다 미키오(자유민주당)
- 후생대신 － 간 나오토(신당 사키가케)
- 농림수산대신 － 오하라 이치조(자유민주당)
- 통상산업대신 － 쓰카하라 슌페이(자유민주당)
- 운수대신 － 가메이 요시유키(자유민주당)
- 우정대신 － 히노 이치로(일본사회당)
- 노동대신 － 나가이 다카노부(일본사회당)
- 건설대신 － 나카오 에이이치(자유민주당)
- 자치대신 겸 국가공안위원회 위원장 － 구라타 히로유키(자유민주당)
- 내각관방장관 － 가지야마 세이로쿠(자유민주당)
- 총무청 장관 － 나카니시 세키스케(일본사회당)
- 홋카이도 개발청 장관 겸 오키나와 개발청 장관 － 오카베 사부로(자유민주당)
- 방위청 장관 － 우스이 히데오(자유민주당)
- 경제기획청 장관 － 다나카 슈세이(신당 사키가케)
- 과학기술청 장관 － 나카가와 히데나오(자유민주당)
- 환경청 장관 － 이와타레 스키오(일본사회당)
- 국토청 장관 － 스즈키 가즈미(일본사회당)
  - 내각법제국 장관 － 오모리 마사스케
  - 내각관방부장관(정무) － 와타나베 가조 / 와라시나 미쓰하루(1996년 10월 11일 ~ )
  - 내각관방부장관(사무) － 후루카와 데이지로

구보 와타루는 개각 시 부총리로 지명되어 있어 인증관 임명식 및 관보 게재 발령에서 국무대신으로서 서열 1위이다.

## 정무 차관
1996년 1월 12일 임명.
- 법무 정무 차관 - 가와무라 다케오
- 외무 정무 차관 - 오가와 하지메
- 대장 정무 차관 - 하치로 요시오·야마자키 마사아키
- 문부 정무 차관 - 구사카베 기요코
- 후생 정무 차관 - 스미 히로시
- 농림 수산 정무 차관 - 고다이라 다다마사·노마 다케시
- 통상 산업 정무 차관

엔도 노보루 / 야마모토 마사카즈(1996년 9월 20일 ~ )
쓰보이 가즈타카
- 운수 정무 차관 - 기타자와 세이코
- 우정 정무 차관 - 야마구치 슌이치
- 노동 정무 차관 - 사카이 다카노리
- 건설 정무 차관 - 사와후지 레이지로
- 자치 정무 차관 - 야마모토 유지
- 총무 정무 차관 - 아카기 노리히코
- 홋카이도 개발 정무 차관 - 사토 다이조
- 방위 정무 차관 - 나카지마 요지로
- 경제 기획 정무 차관 - 시미즈 스미코
- 과학 기술 정무 차관 - 마쓰타니 소이치로
- 환경 정무 차관 - 나카지마 아키오
- 오키나와 개발 정무 차관 - 스즈키 에이지(모리타 겐사쿠)
- 국토 정무 차관 - 미노리카와 히데후미

## 참고 문헌
- 하타 이쿠히코 편 《일본 관료제 종합 사전 : 1868 ~ 2000》(도쿄 대학 출판회, 2001년)